# مكوريات غريبة
المكوريات الغريبة (الاسم العلمي:Deinococcales) هي رتبة من البكتيريا تتبع طائفة بكتيريا المكورات الغريبة.

## التصنيف
- المكورات الغريبة
  - المكورة الغريبة